# 1952 Vincent Black Lightning
1952 Vincent Black Lightning is een lied van de Britse gitarist en zanger Richard Thompson. Het stond op het album Rumor and Sigh (1991) en is een van Thompsons bekendste nummers. Er verscheen ook een live-versie van het nummer op het album Two Letter Words, dat in 1994 werd opgenomen en twee jaar later uitgebracht.

## Tekst
De tekst gaat over de 21-jarige crimineel James, die zijn vriendin Red Molly meeneemt op zijn Vincent Black Lightning (een Vincent-HRD) uit 1952 voor een rit naar Boxhill. Sinds zijn 17e heeft James allerlei mensen beroofd om het geld voor de motorfiets bij elkaar te krijgen. James geeft Molly een verlovingsring. 
Korte tijd later wordt James door de politie achtervolgd en in zijn borst geschoten. Voordat James in het ziekenhuis overlijdt geeft hij Molly de sleutels van zijn motorfiets, die vanaf dan van haar is. Hij benadrukt nogmaals zijn grote liefde voor de Vincent Black Lightning, waar hij meer van houdt dan van Nortons, Indians of Greeves.

## Ontvangst
Het nummer werd in 2011 door Time opgenomen in de lijst van "All TIME 100 Songs". Het tijdschrift noemde het een prachtig voorbeeld van wat iemand met slechts zijn stem, goed gitaarspel en verbeeldingskracht tot stand kan brengen.

## Covers
Het nummer is vele malen gecoverd:
- Padre Paul Handelman op Unbridled[3]
- Sandy Brechin, on The Weird Set (1995)
- Greg Brown, op The Live One (1995)
- Jeff Lang, op Disturbed Folk (1995) and Disturbed Folk vol. 2 (1999)
- Dick Gaughan, op Sail On (1996)
- Mary Lou Lord, op Live City Sounds (2001)
- Del McCoury Band, op Del and the Boys (2001)
- The Mammals, op Evolver (2002)
- Reckless Kelly op Reckless Kelly Was Here (2006)
- Jim Henry, on King of Hearts (2008)
- Michelle Holding, op 1/4 Complicated (2008)
- Zoe Mulford, op Bonfires (2009)
- Joel Fafard op Cluck Old Hen (2010)
- Josh Turner, (2011) (op YouTube)
- Bob Dylan gaf op 14 juli 2013 een eigen vertolking van het lied, tijdens een concert in Clarkston, Michigan.[4]
- Sean Rowe
- De naar het nummer vernoemde band Red Molly op The Red Album (2014)
- Robert Earl Keen op Happy Prisoner: The Bluegrass Sessions (2015)
- Jack & Amanda Palmer op You Got Me Singing (2016)